# Le tentazioni quotidiane
Le tentazioni quotidiane (Le diable et les dix commandements) è un film collettivo del 1962 diretto da Julien Duvivier.

## Trama
Il diavolo, sotto forma di serpente, commenta gli episodi.

### 1º episodio
Gaetano Chambard è un vecchio pensionato che le suore del convento di San Vincenzo hanno accolto affinché si occupi della manutenzione del luogo. I problemi tra le due parti nascono dal linguaggio scurrile, condito di bestemmie, da parte dell'uomo; non riuscendo a evitare ciò, le suore decidono per il suo allontanamento. Ma quando il vescovo, monsignor Trousselier, fa visita al convento, Gaetano riconosce immediatamente il suo amico d'infanzia "Vincenzino", il quale lo perdona e lo assolve dai peccati a condizione che impari a memoria i dieci comandamenti.

### 2º episodio
Pierre, uno studente di "vent'anni e mezzo", l'unico figlio dei coniugi Messager, dice al padre Marcello del suo desiderio di lasciare al più presto la casa di famiglia a causa del suo rapporto perennemente burrascoso con la madre Germaine. Marcello gli rivela che Germaine, sebbene l'abbia cresciuto, non è la sua madre biologica, e che Pierre è in realtà figlio della famosa attrice Clarissa Ardant. Spinto dalla curiosità, Pierre parte per Parigi per conoscere la donna che l'ha messo al mondo. Raggiunta al teatro in cui fa le prove de La bisbetica domata, ignara dell'identità del ragazzo, Clarissa lo scambia per l'ennesimo ammiratore e tenta un approccio con lui. Ma dopo che Pierre le rivela la sua vera identità, lei gli riferisce con l'indifferenza che la contraddistingue che Marcello non è il suo vero padre. Pierre, tornando a tarda notte mentre i suoi genitori adottivi sono in pensiero per lui, si rende conto dell'affetto nei loro confronti e di quello ricevuto.

### 3º episodio
Dio scende sulla Terra facendo visita a un casolare isolato nelle montagne d'Alvernia. La piccola Maria lo accoglie benevolmente, ma la nonna, anziana e gravemente malata, lo prende a male parole ritenendolo un truffatore. Per ottenere la sua fiducia, la donna gli chiede di fare un miracolo; l'uomo va nella stanza del nonno, finto paralitico, e gli ordina di alzarsi e camminare. Alla vista dell'anziano in piedi, l'anziana si convince dell'autenticità di Dio e lo prega di abbreviarle l'agonia. Dopo alcune parole di conforto, l'uomo aiuta l'anziana nel trapasso, chiudendole infine gli occhi. L'ospite lascia la casa e riprende il suo cammino tra le montagne, quando, mentre percorre una stradina, viene ripreso dagli infermieri dell'ospedale psichiatrico da cui è scappato.

### 4º episodio
Per impadronirsi di un preziosissimo collier, Françoise tradisce il marito George, un drammaturgo di successo, col ricchissimo Philip Allan, marito della sua amica Micheline. Ottenuto il collier, lo nasconde in mezzo ad altri pezzi di bigiotteria dentro una valigia che lascia in consegna al deposito bagagli di una stazione ferroviaria. Più tardi dice al marito di aver trovato uno scontrino bagagli, ed è lui che ritira l'oggetto. Quando Françoise la sera fa ritorno a casa, trova Micheline ornata del famoso collier.

### 5º episodio
La sorella del seminarista Denis Mayeux si suicida per disperazione a causa del criminale Garigny, che la costringeva a prostituirsi. Denis rinuncia ai suoi voti per vendicare la sorella e far arrestare il malvivente. Temendo che Garigny venga condannato solo a pochi mesi di prigione, Denis gli tende una trappola in modo che sia catturato dalla polizia, sacrificando la propria vita.

### 6º episodio
Didier Marin, cassiere di banca impertinente e arrogante, viene licenziato dal suo datore. Appena prima che lasci il suo sportello arriva un ladro, che Didier lascia con compiacenza rubare la sua cassa. Dopo aver scoperto l'identità del ladro, Didier, in sua assenza, irrompe nel suo appartamento e recupera la valigetta contenente il bottino. Di ritorno a casa, Didier viene prelevato dal commissario e portato in prefettura per il riconoscimento del colpevole. Alla vista del ladro Didier sta per denunciare l'autore del furto, ma accortosi che egli ha notato la valigetta col bottino appena rubata da casa sua, tace. Fuori dal commissariato i due litigano per appropriarsi della preziosa valigia, arrivando ad accordarsi di spartire in parti eguali il contenuto. Aperta la valigia, vi trovano una salsiccia e una bottiglia di vino; senza essersene accorti, hanno accidentalmente scambiato la valigia col bottino con quella di un barbone nel bistrot dove Didier aveva dato appuntamento alla sua fidanzata. Il barbone, trovato incolpevolmente con le mani nel sacco, viene arrestato.

### 7º episodio[1]
Si ritrovano i protagonisti del primo episodio. Gaetano è invitato al pranzo della domenica dal suo amico vescovo. A forza di bere con Gaetano, il vescovo, ubriaco, non ricorda i dieci comandamenti.

## Produzione
Il film è una coproduzione italo-francese.

### Luoghi delle riprese
Gli interni vennero girati negli Studios de Boulogne di Boulogne-Billancourt.
Gli esterni: a Bruges gli episodi 1 e 7; a Cabourg, nel Calvados, il ristorante dei Messager. A Parigi: al Théâtre de la Ville in Place du Châtelet la scena dell'arrivo a teatro di Pierre nell'episodio 2; in un viottolo della Chaîne des Puys nel Puy-de-Dôme l'arrivo di Dio alla fermata nell'episodio 3; nella gioielleria Van Cleef & Arpels di Place Vendôme la scena della gioielleria nell'episodio 4; a Quai de Valmy la scena del suicidio di Caterina Mayeux, a Rue Gabrielle l'appartamento in cui s'incontrano Denis e Garigny (episodio 5); davanti all'Arco di Trionfo del Carrousel la scena in cui Vaillant attende l'arrivo del ricattatore, nella Quai de la Tournelle in cui Didier fugge durante il confronto con Vaillant, sulle sponde della Senna dove i due si mettono d'accordo e presso il ponte di Saint-Cloud a Boulogne-Billancourt le scene della birreria e del ristorante nell'episodio 6.

## Differenze tra edizione francese e italiana
Le due edizioni si differenziano in alcuni aspetti di montaggio: nell'edizione italiana è assente l'episodio numero 7, presente invece in quella francese; inoltre è differente la disposizione degli episodi, ciascuno con un proprio titolo nell'edizione francese, assenti in quella italiana. La disposizione degli episodi nell'edizione francese, rispetto a quella italiana, è 1-4-5-3-2-6-(7).

## Altri episodi
Esistono altri tre episodi, il primo dei quali era destinato in origine a essere il numero 2, inserito soltanto nell'edizione tedesca e giapponese, assente sia in quella francese sia in quella italiana.
Gli interpreti di questo episodio sono: Dany Saval (Mauricette/Tania), Roger Nicolas (Paulo, marito di Tania), Henri Tisot (Philippe Dancourt), Betty Becker, Mireille Darc e Sherry Young (amiche di Mauricette), Pierre Sergeol (il portinaio) e Bernard Musson.
Un episodio, che avrebbe dovuto essere l'ottavo, non è stato incluso in nessuna versione.
Un altro episodio, che avrebbe dovuto essere il decimo, con Françoise Arnoul, presenta delle similitudini con l'episodio numero 4, venne diretto da Claude Barma e inserito nel film Le parigine.
La versione originaria con tutti e dieci gli episodi aveva una durata di 144 minuti.